# Buraqueira-de-Fagilde
A buraqueira-de-Fagilde (Nemesia berlandi) é um dos animais mais raros no mundo, é “tão portuguesa como o Fado”  e é apenas conhecida de Fagilde e da aldeia adjacente de Vila Garcia, ambas no municipio de Mangualde na Beira Alta, em pleno vale do Rio Dão. Esta espécie não  foi registada cientificamente durante quase um século, desde de que os primeiros exemplares foram recolhidos antes de 1931, para a sua descrição ciêntifica, e teme-se que em 1978, um incêndio no Museu Bocage tenha destruido os unicos exemplares conhecidos. 
A espécie foi descrita pela pioneira portuguesa da ciência Amélia Bacelar e o seu marido, Fernando Frade. O nome ciêntifico N. berlandi foi atribuido pelo casal em homenagem ao seu colega Lucien Berland, do Museu de Paris.  O nome comum é uma toponímia da localidade onde foi originalmente encontrada, localidade tipo, em Fagilde.

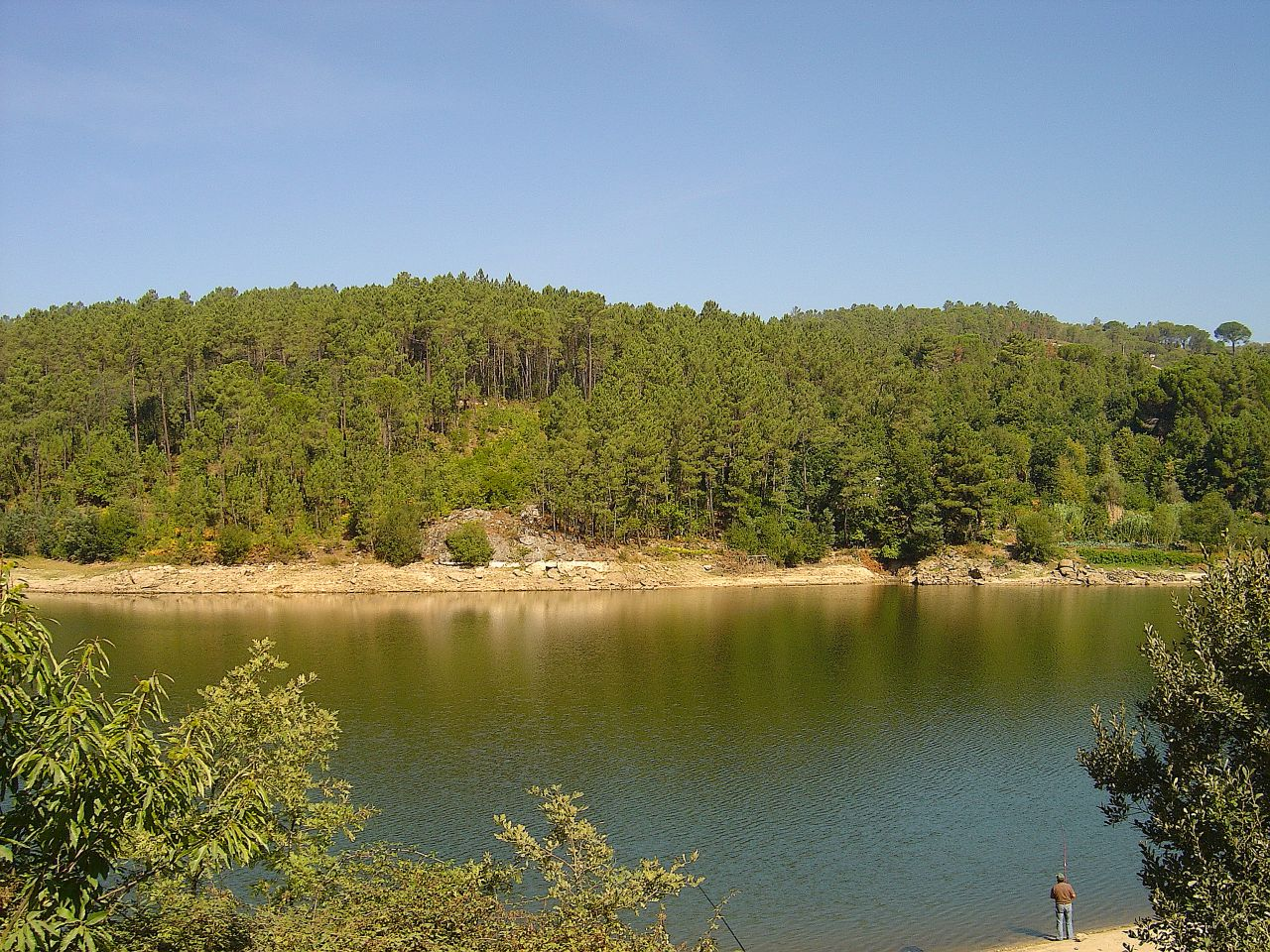
Habitat da buraqueira-de-Fagilde, nas margens do Rio Dão.

## Redescoberta e conservação

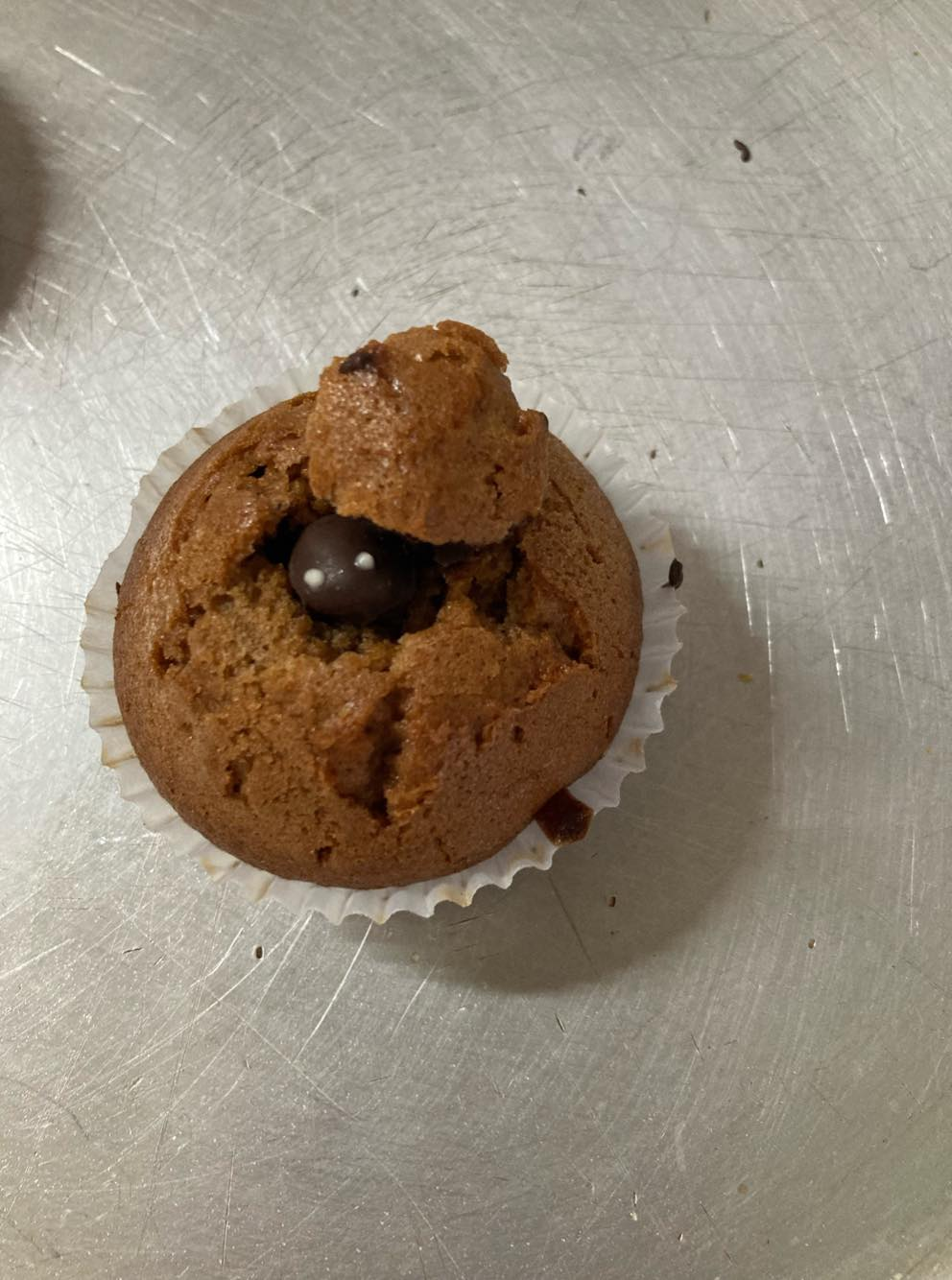
Bolo da buraqueira-de -Fagilde produzido pela pastelaria Quinta da Tapada

As aranhas com este tipo de comportamento de toca com tampa, são uma das prioridade da União Internacional para a Conservação da Natureza , e esforços estão em curso para proteger a buraqueira-de-Fagilde .
Em 2022 foi a unica espécie Europeia e a primeira aranha, a ser incluída na lista de Espécies Perdidas (Lost Species) da Re:Wild , um projecto que seleciona as 25 espécies mais procuradas no mundo, por não haver registos desta espécie há quase um século.
Em 2023, depois de dez anos de expedições, Sérgio Henriques, do Global Center for Species Survival, Jardim Zoológico de Indianapolis, Pedro Sousa e outros investigadores Portugueses encontraram tocas abandonadas, varios juvenis e uma fêmea adulta com crias, que correspondiam à descrição original de 1931. A equipa confirmou que era, de facto a espécie de aranha perdida depois de analisar amostras de ADN. O artigo escrito sobre a redescoberta desta especie foi o mais lido no jornal Publico quando foi publicado, tendo ultrapassado o artigo sobre um presidente Americano 
O grupo de investigadores colaborou com a pastelaria Quinta da Tapada, em Fagilde na produção de um bolo que replica o comportamento de toca da aranha, colaboraram também com Nuno Campos do projecto CUIDA - Fauna e Flora de Lafões, com Sónia Ferreira e sua equipa do CIBIO-InBIO Universidade do Porto, Isabel Serra, Diretora da EduFor, com Ana Marto e outros docentes da Escola Ana de Castro Osório em Mangualde, com Ana Martins professora da Escola Básica de Fagilde, com a Casa do Rio Fagilde e com a Associação Cultural e Desportiva de Vila Garcia. 

## Biologia
Como outras aranhas do género Nemesia, esta espécie constroi uma toca com tampa, embora os detalhes desse comportamento nunca tenham sido oficialmente descrito para esta espécie. Resultados preliminares indicam que os juvenis podem construir tocas completamente horizontais, enquanto outros membros deste genero fazem sobretudo armadinhas verticais, perpendiculares ao solo. 

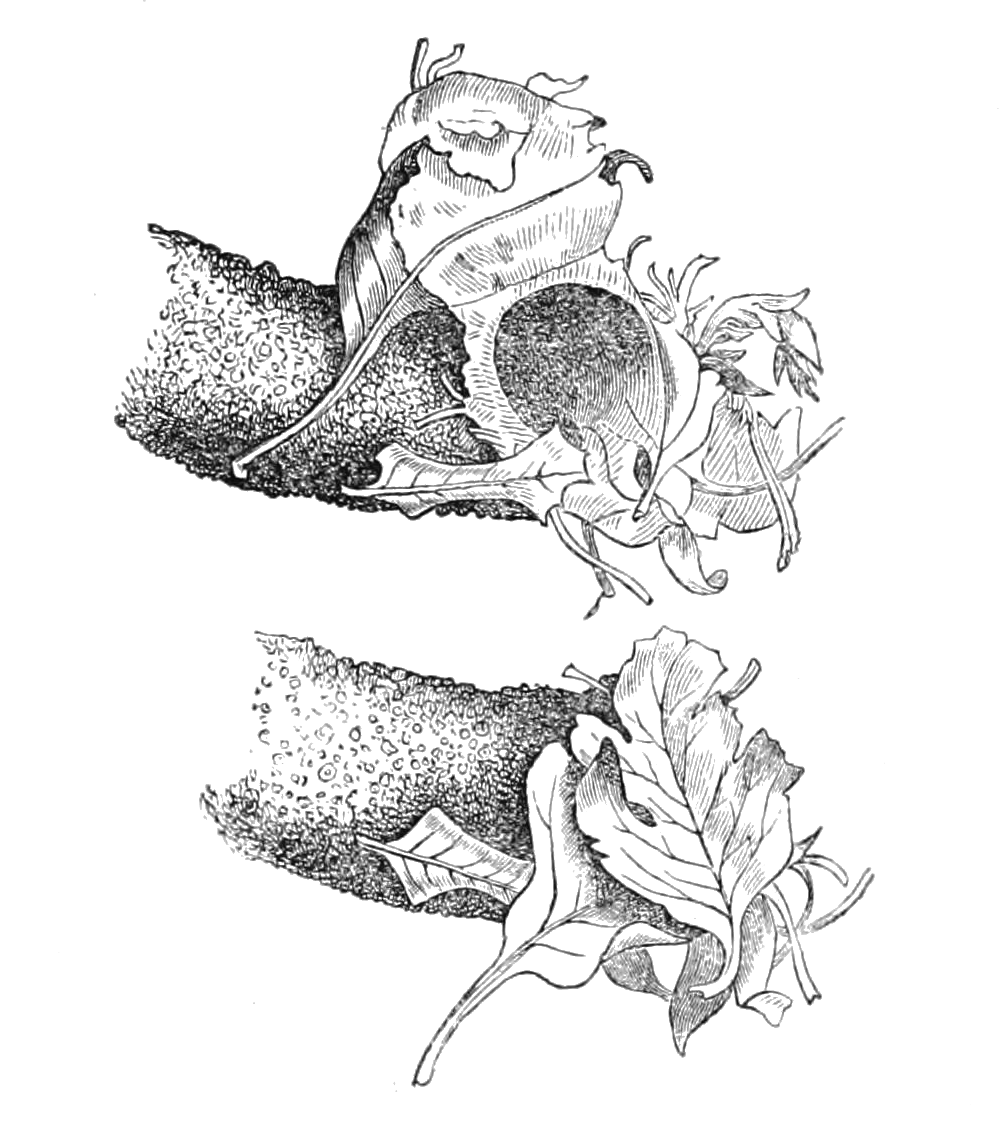
Buraqueira com toca horizontal

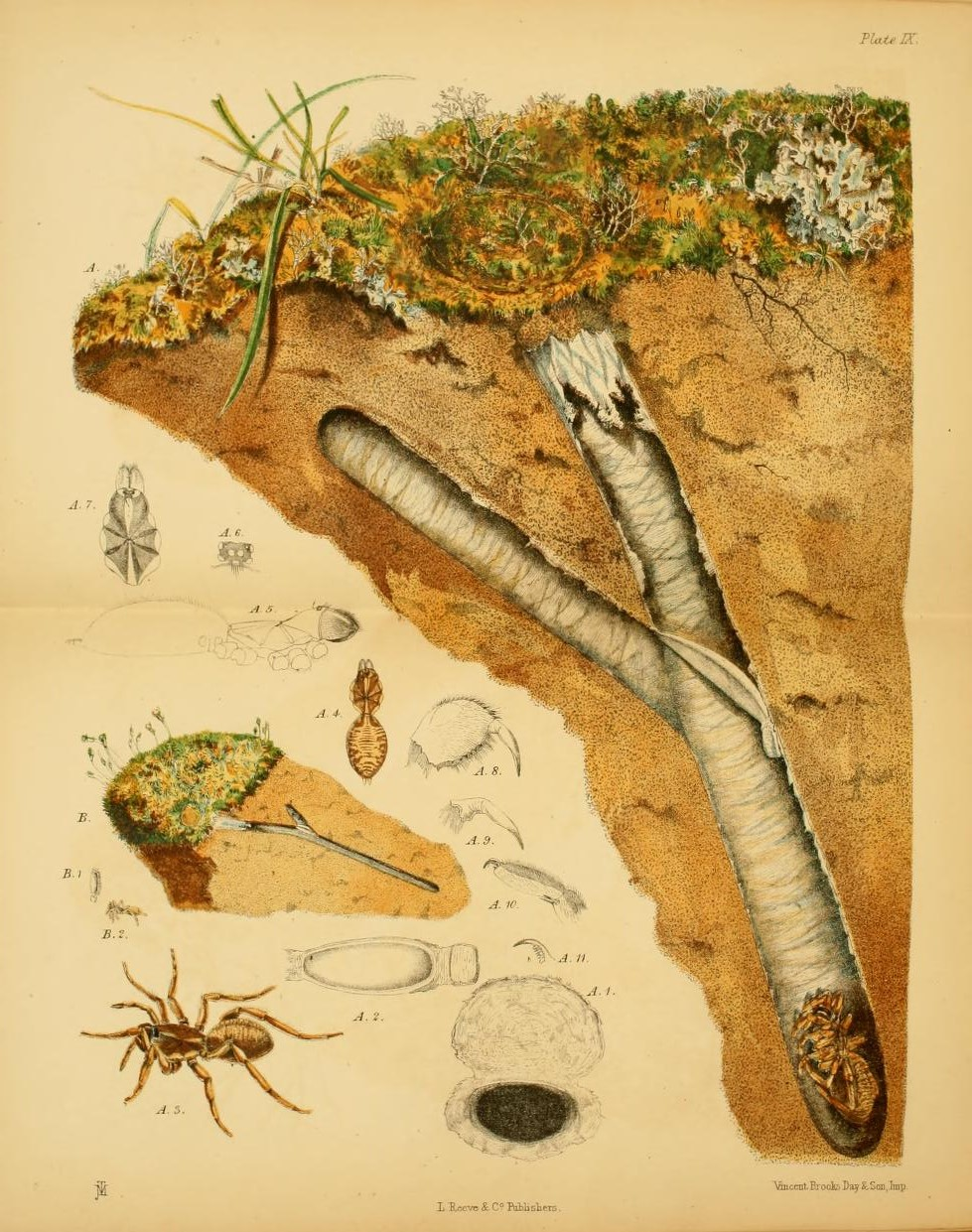
Buraqueira com toca vertical

Os machos nunca foram descritos, mas as fêmeas teem cerca de 22 milímetros de comprimento com um padrao dorsal do abdomen composto por uma mancha anterior, duas manchas ciculares, uma linha longitudinal fina e quatro linhas transversais posteriores.